# Fernell Franco
Fernell Franco, né le 20 juin 1942 à Versalles dans le département de Valle del Cauca, et mort le 2 janvier 2006 à Cali, est un photographe colombien.

## Biographie
Fernell Franco est né en 1942 à Versalles. Pendant son enfance, la Colombie est dévastée par la guerre civile qui oppose les conservateurs et les libéraux. En 1950, son père menacé de mort en raison de ses opinions politiques de gauche, se réfugie avec ses sept enfants à Cali. À 20 ans, Fernell obtient un modeste travail de fotocinero qui consiste à photographier des passants en espérant pouvoir leur vendre leurs portraits. Il devient ensuite reporter pour les journaux locaux. Après les faits divers, il couvre dans les années 1980 la guerre que se livrent les cartels de la drogue.
Il est mort en 2006.

### Magazines
- Connaissance des arts, avril 2016, page 22